# 歐陽璿
歐陽璿，字泽祥，号华堂。广东顺德县（今顺德区）均安镇仓门乡人，晚清將領，武進士出身。
歐陽璿自少身材雄伟，食量过人，喜爱耍拳弄棍，家人遂请武师授其武艺。同治七年（1868年），歐陽璿中式戊辰科二甲武进士。授官三等侍卫。差满，擢升福建参将，未及赴任而身故。
歐陽璿虽为武人，但有儒者风，且工书法。